# Adolfo Alsina
Adolfo Alsina (* 14. Januar 1829 in Buenos Aires; † 29. Dezember 1877 in Carhué) war ein argentinischer Politiker und Anwalt. Während der Regierungszeit von Domingo Faustino Sarmiento war er zwischen 1868 und 1874 Vizepräsident Argentiniens.

## Leben
Adolfo Alsina war der Sohn von Valentín Alsina, Politiker, und Antonia Maza. Während der Regierungszeit Juan Manuel de Rosas ging die Familie ins Exil nach Uruguay. Adolfo studierte Rechtswissenschaften in Montevideo.
Zurück in Argentinien widmete sich Adolfo Alsina dem Kampf gegen Justo José de Urquiza und die Föderalen. Bei der Revolution vom 11. September 1852 setzte sich Adolfo Alsina in einer hervorgehobenen Rolle für die Unabhängigkeit der Provinz Buenos Aires ein.
Im Bürgerkrieg zwischen der Argentinischen Konföderation und der Provinz Buenos Aires nahm er 1861 als Chef einer Infanterie-Brigade an der Schlacht von Pavón teil. Im Verlauf der Schlacht soll Alsina ein heldenhaftes Verhalten geleistet haben, jedoch nach Ende der Schlacht keine Anerkennung des Gouverneurs und späteren Präsidenten Bartolomé Mitre erfahren haben. Im Jahr 1862 wurde er zum nationalen Abgeordneten gewählt. Zu dieser Zeit brach er gänzlich mit Bartolomé Mitre, da er mit Mitres Vorhaben, Buenos Aires zu föderalisieren, nicht einverstanden war. Aufgrund seiner starken Opposition gegen Mitres Pläne wurde Alsina zum unbestrittenen Führer der Oppositionsbewegung gegen die Mitre-Politik und gründete die Partido Autonomista.
Er wurde am 2. Mai 1866 zum Gouverneur der Provinz Buenos Aires gewählt. Während seiner Regierungszeit gründete er Ortschaften und Schulen, förderte die Schulpflicht und lehnte weiterhin die Idee der Föderalisierung der Stadt Buenos Aires ab. Zwei Jahre später legte er sein Amt nieder und wurde zum Vizepräsidenten von Domingo Faustino Sarmiento gewählt. Dieses Amt hatte er bis 1874 inne. Er spielte mit dem Gedanken selbst als Präsident zu kandidieren, unterstützte schließlich jedoch Nicolás Avellaneda mithilfe der gemeinsam gegründeten Partido Autonomista Nacional. Nach erfolgreicher Wahlkampagne wurde er Kriegsminister in Avellanedas Kabinett. In dieser Position war er vor allem mit Auseinandersetzungen mit den Truppen des ehemaligen Präsidenten Mitre befasst sowie mit kriegerischen Auseinandersetzungen mit Indigenen in Zentralargentinien. Dort erlitt er eine plötzliche Krankheit, an der er schnell am 29. Dezember 1877 verstarb. Er ist auf dem Friedhof La Recoleta in Buenos Aires bestattet.